# Striemen-Rindeneule
Die Striemen-Rindeneule (Acronicta strigosa), auch Laubgebüsch-Striemeneule ist ein Schmetterling (Nachtfalter) aus der Familie der Eulenfalter (Noctuidae).

## Merkmale

### Falter
Die Falter der Striemen-Rindeneule gehören mit einer Flügelspannweite von etwa 27 bis 31 Millimetern zu den kleinsten Arten der Gattung Acronicta. Sie haben als Grundfarbe hell- bis dunkelgrau bis dunkelbraun gefärbte Vorderflügel. Markant sind eine deutliche, schwarze Wurzelstrieme, eine Mittelstrieme und eine tornale Strieme. Die innere und äußere Querlinie sind deutlich und doppelt gezeichnet. Die äußere gezackte Querlinie ist zwischen der tornalen Strieme und dem hinteren Rand stark gewinkelt und springt weit zurück. Der Mittelschatten ist nur am Vorderrand gut entwickelt. Die Saumlinie ist durch schwarze Punkte angedeutet. Die Ringmakel ist schwarz umrandet mit einem sehr kleinen, mittigen schwarzen Punkt. Allerdings ist die Umrandung häufig unterbrochen oder unvollständig. Die mehr oder weniger ausgefüllte hellbraune Nierenmakel kann zum Innenrand hin ebenfalls schwarz gerandet sein. Die Fransen sind hellgrau gefärbt. Die Hinterflügel sind hellgrau und werden zu den Termen hin etwas dunkler. Auf den Unterseiten von Hinter- und Vorderflügel sind jeweils eine Medianlinie ausgebildet, auf den Hinterflügeln zusätzlich noch ein Diskalfleck.

### Raupe, Puppe
Die Raupen treten in zwei Farbvarianten auf, entweder grün mit braunem Rücken oder vollständig braun. Sie haben wenige, kurze, feine Haare. Die schlanke Puppe ist hellbraun gefärbt. Der Kremaster ist kurz und mit Dornen versehen.

## Geographische Verbreitung und Lebensraum
In Europa ist die Art lokal verbreitet, südlich bis zu den Pyrenäen und Kantabrien, dem Alpensüdrand bis nach Slowenien und Nordgriechenland, nördlich jeweils bis in den Süden von Dänemark, Schweden und Finnland, östlich bis zum Ural. Das Verbreitungsgebiet erstreckt sich weiter durch Sibirien bis in den Fernen Osten (Russischer Ferner Osten, Nordchina, Japan, Korea). Nach Hacker (in Ebert) ist ihr Vorkommen in Kleinasien wahrscheinlich, da sie auch im Kaukasus gefunden wurde. In Südengland ist sie dagegen seit 1933 nicht mehr nachgewiesen; die Population ist erloschen. 1996 wurde aber ein eingewanderter Falter in Ostsussex gefunden. Trotzdem wird in den Verbreitungsangaben häufig weiterhin auch Südengland zitiert oder in den Verbreitungskarten eingezeichnet.
Die Tiere leben bevorzugt in Auwäldern sowie Bach- und Flusstälern mit hoher Luftfeuchtigkeit, aber auch in mäßig warmen Klimabereichen; in den Alpen steigen sie nicht über 1200 Meter Höhe.

## Lebensweise
Die Striemen-Rindeneule bildet jährlich meist zwei Generationen. Die Falter der ersten Generation fliegen von Juni bis Juli, die der zweiten Generation im August und September. Häufig sind die Generationen aber nicht klar getrennt, sondern überlappen sich etwas. Im nördlichen Teil des Verbreitungsgebietes wird lediglich eine Generation gebildet, deren Falter von Ende Mai bis August fliegen, im Gebirge auch nur im Juli fliegen. Die Falter sind nachtaktiv und besuchen künstliche Lichtquellen sowie Köder.
Die Raupen ernähren sich polyphag; hauptsächlich von den Blättern von Weißdornen (Crataegus), aber auch von anderen Laubbäumen wie Birken (Betula), Liguster (Ligustrum), Kreuzdorn (Rhamnus), Prunus (einschl. Sauerkirsche (Prunus cerasus), Schlehdorn (Prunus spinosa) und Pflaume (Prunus domestica)), Mehlbeeren (Sorbus), Birnen (Pyrus) und Äpfel (Malus). Sie verpuppen sich in weichem, faulendem Holz oder Torf. Die Puppe überwintert.

## Gefährdung
Die Art ist in Deutschland fast überall selten und wird auf der Roten Liste gefährdeter Arten in Kategorie 2 (stark gefährdet) geführt. In einigen Bundesländern ist sie bereits ausgestorben, in den anderen vom Aussterben bedroht (Kategorie 1) oder stark gefährdet (Kategorie 2). Lediglich in Mecklenburg-Vorpommern wird sie „nur“ in die Kategorie 3 (gefährdet) eingestuft.

## Systematik
Die Art wird von Fibiger et al. (2009) in die Untergattung Hyboma Hübner, 1820 gestellt. Die drei Arten dieser Untergattung von Acronicta sind im Fernen Osten verbreitet. Aber nur das Verbreitungsgebiet von Acronicta (Hyboma) strigosa ([Denis & Schiffermüller], 1775) erstreckt sich bis nach Westeuropa.